# Азанка (приток Чеки)
Азанка — река в России, протекает в Большеболдинском районе Нижегородской области. Устье реки находится в 13 км по правому берегу реки Чека. Длина реки составляет 25 км, площадь бассейна — 135 км².
Исток реки севернее села Новая Слобода (центр Новослободского сельсовета) в 13 км к юго-западу от райцентра — села Большое Болдино. Река течёт на северо-восток, протекает сёла Пермеево и Малое Болдино (Пермеевский сельсовет) ниже течёт по западной окраине села Большое Болдино. В этом месте на правом берегу реки находится родовая усадьба Пушкиных, где сейчас открыт музей А. С. Пушкина. Азанка впадает в Чеку у села Большое Казариново.

## Данные водного реестра
По данным государственного водного реестра России относится к Верхневолжскому бассейновому округу, водохозяйственный участок реки — Сура от устья реки Алатырь и до устья, речной подбассейн реки — Сура. Речной бассейн реки — (Верхняя) Волга до Куйбышевского водохранилища (без бассейна Оки).
По данным геоинформационной системы водохозяйственного районирования территории РФ, подготовленной Федеральным агентством водных ресурсов:
- Код водного объекта в государственном водном реестре — 08010500412110000039470
- Код по гидрологической изученности (ГИ) — 110003947
- Код бассейна — 08.01.05.004
- Номер тома по ГИ — 10
- Выпуск по ГИ — 0